# Melasina siticulosa
Melasina siticulosa är en fjärilsart som beskrevs av Edward Meyrick 1920. Melasina siticulosa ingår i släktet Melasina och familjen säckspinnare. Inga underarter finns listade i Catalogue of Life.